# دوري الدرجة الأولى الأوكراني 2003–04
دوري الدرجة الأولى الأوكراني 2003–04 (بالأوكرانية: Чемпіонат України з футболу 2003—2004: перша ліга)‏ هو موسم من Bulgarian Women's League ‏. كان عدد الأندية المشاركة فيه 18، وفاز فيه هوفيرلا أوجهورود ‏.